# カール・フランツ・リッター・フォン・シュライバース
カール・フランツ・リッター(騎士)・フォン・シュライバース（Carl Franz Anton Ritter von Schreibers、1775年8月15日 - 1852年5月21日）はオーストリアの博物学者である。ウィーン大学の自然史コレクション (Viennese Natural History Collections) の責任者を務めた。

## 生涯
プレスブルク（ブラチスラバ）で育った。ウィーン大学で医学の学位を得たが、植物学、鉱物学、動物学も学んだ。しばらく叔父の病院で医者の仕事をした。ヨーロッパの博物館を視察し、1802年にウィーン大学の自然史、農学の助手となり、1806年にウィーン自然史コレクションの責任者となった。
博物学のいろいろな分野に関与し、自然史コレクションの組織的な充実に努めた。シュライバースによって、何冊かの自然科学の書籍しかなかったライブラリーは30,000冊の書籍を集めた。自らの隕石の研究結果と隕石のコレクションも収集した。1848年10月31日、オーストリア革命時に帝国軍の砲撃によって博物館は炎上し、コレクションが失われたことに失望し、シュライバーは引退した。隕石のコレクションは破壊を逃れた。
ヴィルヘルム・カール・リッター・フォン・ハイジンガー (Wilhelm Karl Ritter von Haidinger、1775年 - 1871年）が鉄隕石の中に見つけた鉱物、((Fe,Ni)3P) が、1847年にシュライバーの名前からシュライバーサイト (schreibersite) と名づけられた。
動物学の分野では、洞窟に住む水棲両生類のホライモリの解剖学的研究をおこなった。